# Spanstinden
Spanstinden (nordsamiska: Ruŋgugáisá) är ett 1457 meter högt berg i Lavangens kommun i Troms. Det ligger på den södra sidan av Spansdalen, runt sex kilometer sydöst om Tennevoll. På nordsidan av berget faller Henrikkafossen ned mot Spansdalen.
Från en grotta på Spanstindens nordsida rinner Henrikkafossen ut och faller 200 meter rakt ned. Henrikkafossen används av isklättrare.
Runt berget går längdskidåkningstävlingen Spanstind Rundt varje skärtorsdag.

## Fotnoter
1. ↑  Spanstindens referensdel ligger på vattendelaren mellan Spanselva och Meelva, strax norr om Bukkemyrvatnet. Sadelhöjden ligger mellan 420 och 425 m ö.h. och beräknas till 423 m ö.h..